# Бустільйо-де-ла-Вега
Бустільйо-де-ла-Вега (ісп. Bustillo de la Vega) — муніципалітет в Іспанії, у складі автономної спільноти Кастилія-і-Леон, у провінції Паленсія. Населення — 332 особи (2010).
Муніципалітет розташований на відстані близько 240 км на північ від Мадрида, 55 км на північ від Паленсії.
На території муніципалітету розташовані такі населені пункти: (дані про населення за 2010 рік)
- Бустільйо-де-ла-Вега: 208 осіб
- Лагунілья-де-ла-Вега: 124 особи

## Демографія
Динаміка населення (INE ):